# Quilling

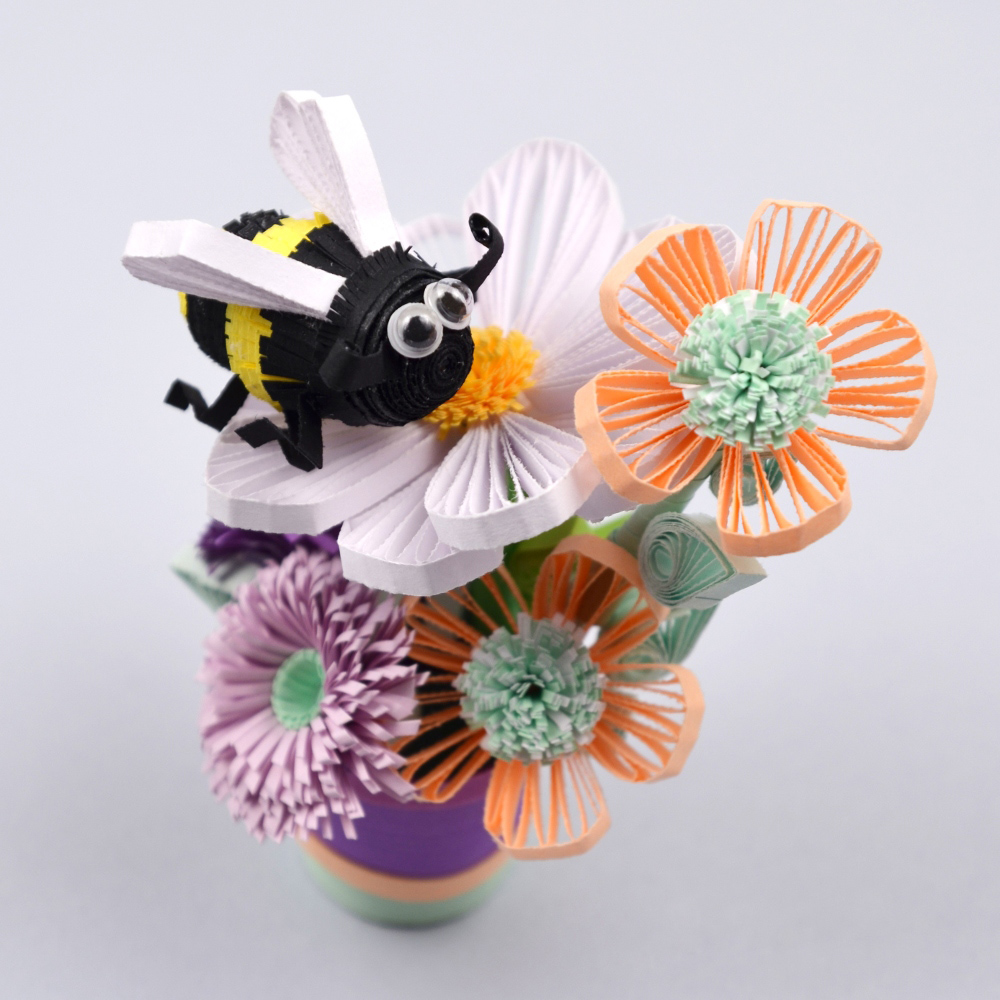
3D quilling

Quilling nebo také papírový filigrán je výtvarná technika využívající proužků papíru, které jsou stáčeny a formovány do požadovaného tvaru. Ve výsledku může díky správné kompozici jednotlivých tvarů vzniknout krásný a originální obrazec.
Stáčení papíru i jiných materiálů a jejich využívání ke zdobení předmětů má dlouholetou historii.
Již ve středověku se ze záznamů dozvídáme o umění řeholníků a řeholnic, kteří ze starého a poškozeného papíru dokázali ozdobit nové církevní spisy a jiné předměty. Pokud materiál stáčeli, využívali husích brk.
Právě využívání různých brk a brček pravděpodobně dalo název samotné technice, neboť v několika jazycích (např. v angličtině) se brk označuje právě slovem quill.

## 3D quilling
3D nebo také trojrozměrný quilling je náročnější formou quillingu, kdy jednotlivé obrazce výrazně vystupují do prostoru. Jednotlivé dílce jsou lepeny do výsledného obrazce mimo podklad. Obrazec je potom možné přilepit na podklad nebo volně využít jako ozdobu.